# Age of Empires (trò chơi điện tử)
Age of Empires (viết tắt: AoE, còn gọi là Đế Chế tại Việt Nam), là trò chơi máy tính chiến lược thời gian thực lịch sử trong vai trò người lãnh đạo một nền văn minh cổ xưa. Nền văn minh phát triển qua bốn thời đại (Thời tiền sử, Thời đại đồ đá, Thời đại đồ đồng và Thời đại đồ sắt) do hãng Ensemble Studios phát triển và Microsoft phát hành vào năm 1997. Trò chơi sử dụng Genie, một game engine với cơ cấu đồ họa 2D.
Sự thành công của Age of Empires đã khiến nhà phát triển tiếp tục tung ra phiên bản mở rộng Age of Empires: The Rise of Rome được phát hành vào năm 1998. Phiên bản tổng hợp Gold Edition bao gồm phiên bản đầu tiên Age of Empires và phiên bản mở rộng The Rise of Rome được phát hành vào năm 1999. Phiên bản ''remaster'' Age of Empires: Definitive Edition được làm mới về giao diện, âm nhạc và đồ hoạ 3D, hỗ trợ độ phân giải 4K được phát hành vào năm 2018.

## Cách chơi
Age of Empires yêu cầu người chơi sẽ phải phát triển nền văn minh từ lúc chỉ là một nhóm nhỏ chuyên săn bắt hái lượm cho đến khi mở rộng thành một đế quốc thời đại đồ sắt. Để chiến thắng, người chơi buộc phải thu thập tài nguyên, xây dựng công trình, mua lính, nâng cấp những công nghệ tiên tiến hơn, lên đời để mở khóa những công nghệ mới, rồi sau cùng mang quân tiêu diệt đối phương bằng cách áp dụng khéo léo những chiến thuật và chiến lược hợp lý và tài tình.
Tài nguyên trong game có giới hạn, không một loại tài nguyên nào có thể tồn tại mãi trong suốt diễn biến của game, ví dụ như khi người chơi tiến hành các hoạt động khai thác như: chặt cây, đào vàng, đập đá thì sau một thời gian chúng sẽ biến mất chứ không còn nguyên như nhiều game khác, hiệu ứng cạn kiệt dần của các ngư trường đánh bắt cá, mỏ đá, mỏ vàng hoặc các hiệu ứng chết của đơn vị quân, các công trình cháy cũng làm cho game mang tính chân thực hơn.
Hệ thống chơi đơn với các nhiệm vụ được thiết kế xoay quanh câu chuyện của 4 dân tộc Ai Cập, Hi Lạp, Babylon và Yamato giúp cho người chơi có thể khám phá những câu chuyện lịch sử của nhân loại. Bên cạnh đó hệ thống chơi qua mạng với tối đa 8 người tham gia thi đấu cũng góp phần tạo nên sự thành công của game.
Trong game có 12 nền văn minh: Hy Lạp, Minos, Ai Cập, Assyria, Sumer, Babylon, Phoenicia, Hittite, Ba Tư, Ân, Triều Tiên, Yamato. Mỗi nền văn minh sẽ có những loại công trình, binh chủng và công nghệ khác nhau dựa trên những khác biệt về văn hóa và quân sự. Ngoài ra tự mỗi phe còn sở hữu thêm các đơn vị lính đặc biệt và công nghệ đặc trưng.
Trong quá trình chơi game người chơi sẽ lần lượt trải bốn thời kỳ sơ khai đầu tiên trong lịch sử phát triển của nhân loại thông qua bốn thời kỳ gồm: Stone Age, Tool Age - New Stone Age, Bronze Age và Iron Age. Sự phát triển được nghiên cứu tại Nhà Chính (Town Center) và mỗi một thành tựu mới sẽ mang lại cho người chơi các công trình, binh chủng, vũ khí và công nghệ mới.

## Mục chơi
Game có tổng cộng tất cả bốn chiến dịch chơi đơn, ở mỗi màn chơi chiến dịch sẽ yêu cầu người chơi phải hoàn thành những mục tiêu riêng biệt. Chiến dịch là sự tổng hợp các kịch bản được thiết kế theo hướng tuyến tính. Người chơi sẽ trải qua những chiến dịch chủ yếu kể về lịch sử của các nền văn minh như Ai Cập, Hy Lạp, Babylon và Yamato. Ngoài ra còn có một chiến dịch hoàn toàn đặc biệt chỉ dành cho phiên bản demo xoay quanh Đế quốc Hittite. Trừ phần chiến dịch ra thì game còn có thêm một phần chơi gọi là bản đồ ngẫu nhiên (random map), theo đó mỗi bản đồ khác nhau sẽ được tạo ra cho mỗi lượt chơi mới. Các biến thể của bản đồ ngẫu nhiên, chẳng hạn như mục Tử Chiến (Death Match).
Age of Empires còn tạo điều kiện thuận lợi hơn cho phần chơi mạng và chơi trực tuyến có thể lên đến tối đa 8 người chơi cùng một lúc, do đó khiến cho phần chơi mạng ít rắc rối hơn những game cùng thể loại tuy đôi lúc hay xảy ra hiện tượng lag và ngắt kết nối giữa chừng. Tới ngày 19 tháng 6 năm 2006, mục chơi nhiều người đã được chính Microsoft Gaming Zone chính thức hỗ trợ. Vào thời điểm đó, Zone gần như bỏ rơi sự hỗ trợ hầu hết các trò chơi bằng đĩa CD-ROM, bao gồm Age of Empires và Age of Empires II: The Age of Kings.
Việc người sử dụng có thể tạo ra các màn chơi riêng biệt theo ý mình hoặc hàng loạt màn chơi (chiến dịch) cho game được thực hiện thông qua công cụ Scenario Builder (người tạo màn chơi) do nhà sản xuất cung cấp. Công cụ khá đơn giản và rất dễ sử dụng hơn so với việc biên tập từ các game cùng thể loại vốn có quá ít tính năng tạo màn. Hãng Ensemble Studios cũng dùng Scenario Builder để thực hiện những màn chiến dịch chơi đơn khác nhau. Có nhiều website không chính thức tồn tại chỉ để gửi lên những màn chơi ngẫu nhiên và cho phép người chơi tải về tùy ý. Vào cuối năm 2005, nhiều người chơi phát hiện ra rằng bằng cách thay đổi các tập tin dữ liệu khác nhau, những đơn vị xuất hiện trong các phiên bản thử nghiệm của game có thể dùng được thông qua công cụ tạo màn có sẵn. Một số chủng loại lính vô danh như tàu vũ trụ và một người anh hùng có khả năng thay đổi quyền sở hữu khi các đơn vị di chuyển tới gần. Thông qua việc chỉnh sửa dữ liệu, các quy định về vị trí đơn vị cũng có thể được sửa đổi. Điều này cho phép có thể đặt các đơn vị lính lên trên mọi địa hình và phía trên các đơn vị khác, dẫn đến tạo ra khả năng mới cho phần thiết kế. Những khám phá quan trọng khác bao gồm các mẫu địa hình mới, cơ chế can thiệp vào các thuộc tính của từng cá thể như tăng gấp ba lần máu của mỗi đơn vị lính và thêm một công cụ để chỉnh sửa kích cỡ bản đồ.

## Các nền văn minh
Game cho phép người chơi lựa chọn một trong 12 phe thuộc các nền văn minh có thật trong lịch sử thế giới. Mỗi nền văn minh đều được phân chia dựa theo bốn kiểu kiến trúc riêng biệt sẽ quyết định đến hình dạng và sự xuất hiện của họ ở trong game gồm Đông Á, Mesopotamia, Ai Cập và Hy Lạp. 12 nền văn minh là: 
| Group        | Hy Lạp                       | Ai Cập                     | Babylon                     | Châu Á                         |
| ------------ | ---------------------------- | -------------------------- | --------------------------- | ------------------------------ |
| Nền văn minh | - Hy Lạp - Minos - Phoenicia | - Ai Cập - Assyria - Sumer | - Babylon - Ba Tư - Hittite | - Thương - Triều Tiên - Yamato |

## Công nghệ
Việc nghiên cứu công nghệ trong game được thực hiện ở các công trình đặc biệt mà chúng có mối liên hệ thông thường với nhau, ví dụ như việc nghiên cứu tôn giáo sẽ do các đền thờ thực hiện và việc cải tiến giáp phục được nghiên cứu ở nhà kho. Sự phát triển công nghệ trong game được chia làm nhiều loại mà chủ yếu ở việc nâng cấp về các mặt quân sự (vũ khí và áo giáp tốt hơn cho lính), kinh tế (gia tăng khả năng thu thập tài nguyên), tôn giáo (cải đạo nhanh hơn và xuất hiện thêm nhiều kỹ năng mới cho thầy tu), cơ sở hạ tầng (gia tăng sự kiên cố cho các công sự và công trình). Một khi người chơi đạt được những nghiên cứu về công nghệ ở mức độ cơ bản sẽ phát sinh thêm các công nghệ mới hơn cùng với chi phí đắt đỏ hơn. Một số công nghệ đặc biệt mà chỉ có vài nền văn minh mới có được.
Công nghệ là thành phần chính yếu đóng vai trò rất quan trọng về mặt chiến lược trong game. Xuyên suốt sự phát triển và mở rộng của các phe phái thì công nghệ ngày càng trở nên tốn kém, nội việc thu thập những tài nguyên cần thiết để tiến hành việc nghiên cứu chúng cũng khiến người chơi gặp không ít khó khăn và trở ngại. Kết quả khiến cho sự cân bằng lực lượng lao động của nông dân trên khắp các nguồn tài nguyên khác nhau cũng có thể làm nên sự khác biệt giữa chiến thắng và thất bại của người chơi.

## Binh chủng

Một trận đánh.

Người chơi có thể điều khiển nhiều chủng loại đơn vị cả về quân sự và dân sự. Hầu hết các binh chủng đều có thể được nâng cấp thông qua việc nghiên cứu (ví dụ như tăng tốc độ thu thập tài nguyên của dân làng, tăng cường mức sát thương cho bộ binh, sự kiên cố của áo giáp và tầm bắn xa cho cung thủ).
Những đơn vị trên đất liền khá thông dụng trong game. Dân làng được xem như đơn vị cơ bản nhất trong Age of Empires. Chức năng chính của họ là thu thập tài nguyên như đốn cây lấy gỗ, đào vàng và đá, săn bắn và hái lượm, canh tác, hoặc Đánh cá để đổi lấy lương thực. Đồng thời nông dân còn có thể dùng để xây dựng công trình hoặc sửa chữa nhà cửa và tàu thuyền bị hư hỏng, ngoài ra người chơi có thể sử dụng họ để đánh nhau với quân đối phương khi cần thiết, dù sức sát thương của đơn vị này khá thấp. Thầy tu là đơn vị không chiến đấu mà chỉ dùng để hồi máu cho quân của người chơi và quân đồng minh hoặc sử dụng tuyệt kỹ cải đạo biến quân đối phương trở thành quân của mình. Các đơn vị bộ binh như Lính chùy, Lính rìu, Kiếm sĩ, Chiến binh, Lính giáo dài chỉ có thể tấn công trong phạm vi gần. Còn các đơn vị cưỡi ngựa như Chiến xa, Kỵ binh, Voi chiến và Kị xạ đều dùng để tấn công ở tầm xa. Những đơn vị công thành chỉ gồm có hai loại duy nhất là Catapult (Máy lăng đá) và Ballista (Xe bắn tên). Máy lăng đá sử dụng một tảng đá to được phóng đi với khả năng sát thương diện rộng, tác động đến toàn bộ đơn vị ở trong một khu vực nhỏ, rất hữu hiệu khi công thành và gây thiệt hại nặng cho một nhóm lính vây quanh. Trong khi xe bắn tên gây thiệt hại ít hơn khi vây đánh nhà cửa và binh lính, bù lại tốc độ bắn nhanh, độ chính xác cao và chi phí rẻ hơn so với Catapult.
Trái lại những đơn vị trên biển chỉ đóng vai trò phụ, nhưng đôi lúc lại rất cần thiết để giành lấy chiến thắng trong game. Thuyền đánh cá và Tàu đánh cá tương tự như dân làng dùng để thu thập cá trên biển để làm lương thực. Thuyền buôn và Tàu buôn trao đổi tài nguyên gỗ, lương thực, đá từ các kho dự trữ và đổi lấy vàng tại Bến cảng của người chơi khác, với số vàng kiếm được tương đối so với khoảng cách giữa hai bến cảng. Tàu vận tải chuyên chở các đơn vị trên đất liền từ vùng đất này sang vùng đất khác. Tàu chiến tỏ ra rất hiệu quả trong việc tấn công tàu bè của đối phương và tấn công các đơn vị trên đất liền gần bờ biển (vì các đơn vị cận chiến không thể kháng cự lại). Tàu chiến bao gồm hai loại là Galley (thuyền to chạy bằng buồm và chèo, thông dụng ở Địa Trung Hải Cổ đại và thời Trung Cổ) bắn tên lửa và Trireme (tàu chiến cổ ba tầng chèo rất phổ biến ở Địa Trung Hải thời Cổ đại) có khả năng bắn ra một loạt tên hoặc những tảng đá (khá hữu hiệu khi chống lại các công trình nằm gần bờ biển).
Các loại binh chủng trong game đa số đều giống hệt nhau, bất kể nền văn minh nào (mặc dù các nền văn minh có thể cải tiến các biến thể của các đơn vị này). Ví dụ như một kiếm sĩ cấp cao của Triều Tiên giống y như kiếm sĩ cấp cao của Ba Tư và Phoenicia, các đơn vị khác như cung thủ, lính dùng rìu, lính dùng kiếm ngắn, kị binh v.v. cũng tương tự. Một vài bộ áo giáp và trang phục được thiết kế không đúng với lịch sử như lính dùng trường kiếm mặc đồ y hệt Vệ binh Hoàng gia La Mã. Một số đơn vị ở các nền văn minh khác trong game thì lại không đúng với thực tế của lịch sử, ví dụ như việc mua lính giáo dài thì các phe đều có thể mua được ngoại trừ Ba Tư, một số nền văn minh Trung Á có thể mua được các đạo quân legion và centurion, trong khi Yamato của Nhật Bản lại đóng được tàu chiến bắn tên lửa.

## Công trình

Bốn kỳ quan có thể xây dựng trong trò chơi.

Nhà Chính (Town Center) là một trong những công trình quan trọng nhất trong game. Công trình có chức năng chính là tạo ra dân làng và nâng cấp thời kỳ. Ở hầu hết các bản đồ thì mỗi người chơi đều bắt đầu với một Nhà Chính, khả năng xây dựng nhiều Nhà Chính được mở ra bằng cách xây dựng Trung tâm Hành chính (Government Center) trong thời đại Đồ Đồng. Nhà Ở cung cấp việc hỗ trợ dân số cho bốn đơn vị. Để tạo dân, lính, xe và tàu thuyền nhiều hơn, thì người chơi buộc phải xây dựng Nhà Ở nhiều hơn. Mỗi căn nhà sẽ hỗ trợ bốn đơn vị, dù cho người chơi có xây bao nhiêu căn nhà đi nữa (một khái niệm đã không được duy trì trong game về sau là Age of Mythology) chỉ có thể hỗ trợ tối đa 50 đơn vị (nếu chơi trong Single Player menu) hoặc 50-200 đơn vị (nếu chơi trong Chơi mạng menu). 
Quân đội được tạo ra tại các công trình riêng biệt liên quan đến khu vực của họ. Tất cả các đơn vị tàu thuyền được tạo ra ở Bến cảng. Tường thành và Tháp canh là những công sự bảo vệ (Age of Empires là một trong những trò chơi chiến lược thời gian thực đầu tiên có tường thành đủ mạnh để tạo thành phương tiện phòng thủ hữu hiệu). Các lực lượng bộ binh được tạo ra ở Trại lính và Học viện. Các lực lượng cung thủ được tạo ra từ Trường bắn cung. Các lực lượng kỵ binh được tạo ra từ Chuồng ngựa. Các loại xe bắn đá được tạo ra từ Xưởng khí cụ. Pháp sư được tạo ra từ Đền thờ. Nông trại được sử dụng để sản xuất thực phẩm. Kho thóc, Nhà kho, và Nhà Chính được sử dụng để lưu trữ nguồn tài nguyên do dân làng đem tới. Ngoài ra Nhà kho, Chợ, Trung tâm hành chính và Đền thờ còn được dùng để nghiên cứu công nghệ cho căn cứ. Kho thóc dùng để nghiên cứu và nâng cấp Tháp canh và Tường thành.
Kỳ quan là công trình kỷ niệm to lớn đại diện cho những thành tựu kiến trúc của thời gian, chẳng hạn như Kim tự tháp Ai Cập. Để xây dựng được kỳ quan đều cần số lượng tài nguyên lớn (gồm gỗ, vàng và đá) và tốc độ xây dựng rất chậm. Kỳ quan không thể sản xuất các đơn vị quân sự cũng như không tiến hành nghiên cứu được. Trong những màn chơi với điều kiện Chiến Thắng Chuẩn (Standard Victory), yêu cầu người chơi để giành lấy chiến thắng thì phải xây dựng kỳ quan và giữ cho nó khỏi bị quân đối phương tiêu diệt với thời gian là 2000 năm (khoảng 10 phút trong thế giới thực). Việc xây dựng kỳ quan cũng đồng thời làm tăng điểm số có ảnh hưởng tốt đến điểm số trong game. Do vậy người chơi thường đặt ưu tiên hàng đầu của họ vào việc tiêu diệt kỳ quan của đối phương, đặc biệt là trong điều kiện Chiến Thắng Chuẩn. Cũng bởi vì kỳ quan tương đối dễ phá hủy cho nên đòi hỏi người chơi phải cố gắng bảo vệ kỹ lưỡng bất cứ lúc nào.

## Phát triển
Age of Empires (dưới tiêu đề làm việc là Dawn of Man) là tựa game đầu tiên do chính hãng Ensemble Studios phát triển. Bối cảnh lịch sử được lựa chọn rất hợp lý và dễ tiếp cận, đặc biệt là các game thủ casual, hơn các trò chơi hiện có. Trong khi ấy, một số game chiến lược thời gian thực đều lấy bối cảnh khoa học viễn tưởng và hư cấu, do đó bối cảnh lịch sử của Age of Empires dễ dàng trụ vững được. Những nhà thiết kế của game đều chịu khá nhiều ảnh hưởng từ dòng game Civilization, với bối cảnh lịch sử đã được chứng minh, điều này đã được ghi nhận trong một số nhận xét tích cực. Age of Empires do Bruce Shelley thiết kế, Tony Goodman (phụ trách phần minh họa tranh ảnh của trò chơi), và Dave Pottinger (phụ trách phần trí tuệ nhân tạo của game). Stephen Rippy là giám đốc âm nhạc (vai trò mà ông tiếp tục giữ xuyên suốt sê-ri) với sự giúp đỡ thường xuyên từ anh trai David Rippy cũng như Kevin McMullan. Ông chính là người đảm nhiệm việc sáng tạo phần âm nhạc nguyên gốc cho Age of Empires dùng âm thanh từ các nhạc cụ thực tế từ các thời kỳ trong game, cũng như các mẫu kỹ thuật số của họ. Những giai điệu trong game là kết quả của quá trình nghiên cứu sâu rộng về các nền văn hóa, kiểu mẫu, và các nhạc cụ được sử dụng.

## Đánh giá
Dù không được khen ngợi như phiên bản sau của dòng game, thế nhưng phiên bản Age of Empires đầu tiên đều nhận được nhiều lời đánh giá tích cực, được điểm số cao trên các trang web tập hợp lời phê bình bao gồm 8.3/10 trên Metacritic, 87% trên Game Rankings, 85/100 trên MobyGames và 8.4/10 trên GameStats.
Game Revolution phân loại game là "sự pha tạp giữa Civilization 2 và Warcraft II", trong khi đó thì GameSpot ra vẻ thương tiếc "một trò chơi chiến đấu đơn giản hơn là một người xây dựng đế chế vinh quang", đã mô tả game là "Warcraft với dấu vết của Civilization". Với Elliott Chin của Computer Gaming World so sánh game khá giống WarCraft II, ông cho rằng game thực sự có "chiều sâu rộng lớn, khi đem so sánh với những người anh em cùng thể loại, có thể là công phu nhất của chúng". GameVortex thì cho rằng game nên bớt đi lối chơi chiến đấu theo định hướng nhưng lại khen ngợi về phần mục chơi, nhận xét rằng "thế hệ bản đồ ngẫu nhiên [...] thực sự đã giữ cho game có thêm mùi vị". Trong khi GameSpot lại chỉ trích về cấp độ quản lý vi mô cần thiết để kiểm soát game (là do sự vắng mặt của chuỗi tác phẩm và AI của các đơn vị người chơi thấp) nên đã gọi nó là "một ý tưởng nghèo nàn", khiến cho nó "thật sự giảm bớt niềm hứng thú đối với AOE". GameVortex cũng lặp lại lời phê bình này, trong khi PC Gameworld lưu ý về việc phát hành bản patch (sửa lỗi) sau đó giúp cải thiện những lỗi về lập trình AI. Elliott Chin phê bình việc giới hạn trong game mà ông nghĩ là "nỗi bất bình nghiêm trọng nhất".
Trong khi ghi nhận những điểm tương đồng với trò Warcraft II, PC Gameworld ca ngợi về sự khác biệt của mỗi phe trong game và lưu ý là "đồ họa vô cùng chi tiết và có cảm giác như là chúng được vẽ bằng tay. Thật hiếm thấy một game tuyệt đẹp nào lại có chuyển động chi tiết của các đơn vị lính". Game Revolution rất ấn tượng bởi số lượng binh chủng khác nhau của game, đồng thời chú ý đến công việc của nhà phát triển "rõ ràng đây là thành quả nghiên cứu của họ và kết quả khá tròn trịa, tạo ra một sản phẩm chính xác về mặt lịch sử (ít nhất là cho một trò chơi)". Âm quyển của game cũng bị chỉ trích, với GameVortex phàn nàn rằng "những lời giải thích miệng không đủ để bạn phân biệt những gì đang xảy ra". Bằng cái nhìn tương lai về game, Game Revolution nhấn mạnh đến công cụ tạo màn chỉ "cho phép bạn toàn quyền kiểm soát việc thiết kế các màn chơi và chiến dịch", một "công cụ để bạn tùy ý sử dụng nhằm tạo ra những màn chơi chính xác theo ý thích của bạn".
Game đã giành được nhiều giải thưởng lớn là giải Game của Năm (Game of the Year) năm 1997 của Gamecenter và giải Game máy tính chiến lược của năm (Computer Strategy Game of the Year) năm 1998 của Viện Khoa học và Nghệ thuật Tương tác (AIAS).